# Championnat d'Égypte de football 1948-1949
Navigation
Saison suivante
La saison 1948-1949 du Championnat d'Égypte de football est la première édition du championnat de première division égyptien. Onze clubs égyptiens prennent part au premier championnat organisé par la fédération. Les équipes sont regroupées en une poule unique où elles rencontrent leurs adversaires deux fois, à domicile et à l'extérieur.
C'est le club d'Al Ahly SC qui termine en tête de la poule et remporte le titre. C'est le premier titre de champion d'Égypte de l'histoire du club, qui réalise d'ailleurs le doublé en remportant également la Coupe d'Égypte en battant le Farouk Club en finale.

## Les clubs de l'édition 1948-1949
| - Al Ahly SC - Tersana SC - Ismaily SC - Farouk Club - Al-Masry Club - Port-Fouad | - Al Teram - Al Olympi - Ittihad Alexandrie - Younan Alexandria - Al Sekka Al Hadid |

## Compétition

### Classement
Le classement est établi sur le barème de points classique (victoire à 2 points, match nul à 1, défaite à 0).
| Rang | Équipe             | Pts | J  | G  | N | P  | Bp | Bc | Diff |
| ---- | ------------------ | --- | -- | -- | - | -- | -- | -- | ---- |
| 1    | Al Ahly SC C       | 29  | 20 | 13 | 3 | 4  | 48 | 21 | +27  |
| 2    | Tersana SC         | 25  | 20 | 10 | 5 | 5  | 30 | 22 | +8   |
| 3    | Ismaily SC         | 25  | 20 | 10 | 5 | 5  | 25 | 23 | +2   |
| 4    | Al-Masry Club      | 23  | 20 | 8  | 7 | 5  | 30 | 28 | +2   |
| 5    | Farouk Club        | 23  | 20 | 9  | 5 | 6  | 26 | 22 | +4   |
| 6    | Ittihad Alexandrie | 22  | 20 | 10 | 2 | 8  | 42 | 32 | +10  |
| 7    | Al Olympi          | 19  | 20 | 6  | 7 | 7  | 24 | 29 | -5   |
| 8    | Al Sekka Al Hadid  | 18  | 20 | 7  | 4 | 9  | 32 | 36 | -4   |
| 9    | Younan Alexandria  | 17  | 20 | 5  | 7 | 8  | 20 | 30 | -10  |
| 10   | Al Teram           | 10  | 20 | 2  | 6 | 12 | 20 | 34 | -14  |
| 11   | Port-Fouad         | 9   | 20 | 3  | 3 | 14 | 13 | 33 | -20  |

| Légende : Qualifications et relégations | Légende : Qualifications et relégations |
| --------------------------------------- | --------------------------------------- |
|                                         | Champion d'Égypte 1948-1949             |
|                                         | C : Vainqueur de la Coupe d'Égypte      |

## Bilan de la saison
| Championnat d'Égypte de football 1948-1949 |                        |
| Champion                                   | Al Ahly SC (1er titre) |
| Coupes et trophées                         |                        |
| Vainqueur de la Coupe d'Égypte 1948-1949   | Al Ahly SC             |
| Promotions et relégations                  |                        |
| Promus en Egyptian Premier League          | Aucun                  |
| Relégués en Egyptian Second League         | Aucun                  |